# Сопротивление (фильм, 2020)
«Сопротивление» (англ. Resistance) — биографическая драма 2020 года, режиссёром и сценаристом выступил Джонатан Якубович, основано на биографии Марселя Марсо. В главных ролях Джесси Айзенберг (в роли Марсо), Клеманс Поэси, Маттиас Швайгхёфер, Алисия фон Риттберг и Эдгар Рамирес. Сквозная тема касается пагубного воздействия войны на детей. В конце фильма говорится: «нацисты убили 1,5 миллиона детей, в том числе десятки тысяч детей цыган, детей с физическими и умственными недостатками … и более миллиона еврейских детей».

## Сюжет
История мима Марселя Марсо, который сотрудничает с группой еврейских бойскаутов и французским Сопротивлением, чтобы спасти жизни десяти тысяч сирот во время Второй мировой войны. В это же время Марсель Манжель поменял документы, став Марселем Марсо. В тяжелейшее военное время актёром была создана небольшая творческая бригада, выступавшая на фронтах. А летом 1944 года после освобождения столицы Франции артисты дали масштабное представление под названием «Три тысячи трупов».

## В ролях
- Джесси Айзенберг — Марсель Марсо
  - Кью Лоуренс — Марсель в детстве
- Клеманс Поэзи — Эмма
- Феликс Моати — Ален Манжель, брат Марселя
- Вика Керекеш — Мила
- Маттиас Швайхёфер — Клаус Барби
- Геза Рёриг — Жорж Луанже, двоюродный брат Марсо
- Эд Харрис — Джордж С. Паттон, генерал армии США, командующий 7-й армией
- Белла Рэмси — Эльсбет
- Марта Иссова — Флора
- Карл Марковиц — Шарль Манжель
- Алисия фон Риттберг — Регина
- Луиза Морелл — мать Марселя
- Вольфганг Чечор — старик в поезде
- Филип Ленковски — отец Монтлюк
- Эдгар Рамирес — Зигмунд (отец Эльсбет)
- Клара Иссова — Юдит (мать Эльсбет)

## Производство
Частью подготовки Джесси Айзенберга к роли Марселя Марсо было изучение пантомимы. Он тренировался в течение нескольких месяцев у мима, и тренера Лорина Эрика Салма, который учился с Марсо в парижской школе и является историком творчества Марсо. Салм поставил мим-сцены для фильма, создавая оригинальные пантомимные пьесы, основанные на технике и стиле Марсо.

## Релиз
Премьера состоялась на Международном кинофестивале в Майами 8 марта 2020 года. Компания Rocket Science получила права на международный прокат. В ноябре 2019 года IFC Films приобрела права на прокат фильма. Он вышел 27 марта 2020 года. Фильм должен был выйти в кинотеатрах, однако из-за пандемии COVID-19 IFC вместо этого выпустила фильм на сервисах видео по запросу . В Америке, в стартовый уик-энд 17 апреля 2020 года фильм собрал 2490 долларов. В России фильм вышел 6 мая 2021 года.

## Приём критиков
На сайте-агрегаторе обзоров Rotten Tomatoes фильм имеет рейтинг одобрения 56 % на основе 62 обзоров со средневзвешенным значением 5,76 / 10. На Metacritic фильм имеет средневзвешенную оценку 55 из 100, основанную на 17 критиках, что указывает на «смешанные или средние отзывы».
Джон Дефор из The Hollywood Reporter дал фильму положительную рецензию, назвав его «вовлекающим, хотя и несовершенным взглядом на гуманизм среди злодеяний». Питер Трэверс из Rolling Stone также дал положительную оценку фильму, написав: «Играя культового мима Марселя Марсо в первые годы его деятельности в качестве борца французского Сопротивления, Айзенберг действует с физическим изяществом и глубоким чувством, доказывая, что сила искусства буквально может быть спасительной благодатью».
Дэвид Эрлих из IndieWire и Жаннет Катсулис из The New York Times дали фильму отрицательные отзывы.